# Monbrun
Monbrun är en kommun i departementet Gers i regionen Occitanien i sydvästra Frankrike. Kommunen ligger i kantonen Cologne som tillhör arrondissementet Auch. År 2022 hade Monbrun 405 invånare.

## Befolkningsutveckling
Antalet invånare i kommunen Monbrun
Referens:INSEE